# Tipula (Lunatipula) mormon
Tipula (Lunatipula) mormon is een tweevleugelige uit de familie langpootmuggen (Tipulidae). De soort komt voor in het Nearctisch gebied.